# تپه باغستان (۱)
تپه باغستان (۱) مربوط به دوره اشکانیان - دوره ساسانیان است و در شهرستان شاهرود، بخش بیارجمند، دهستان خوارتوران، ۳۵۰ متری جنوب غرب روستای باغستان واقع شده و این اثر در تاریخ ۳ خرداد ۱۳۸۶ با شمارهٔ ثبت ۱۹۱۷۷ به‌عنوان یکی از آثار ملی ایران به ثبت رسیده است.